# Tawan Khotrsupho
Tawan Khotrsupho (sinh ngày 23 tháng 1 năm 2000) là một cầu thủ bóng đá người Thái Lan.

## Sự nghiệp câu lạc bộ
Tawan Khotrsupho hiện đang chơi cho Cerezo Osaka.